# Adam Kotzmann
Adam Kotzmann (8 aprile 1993) è uno sciatore alpino ceco.

## Biografia
Attivo in gare FIS dal novembre del 2008, Kotzmann ha esordito in Coppa Europa il 9 novembre 2009 a Reiteralm in supergigante (89º), in Coppa del Mondo il 14 novembre 2010 a Levi in slalom speciale, senza completare la prova, e ai Giochi olimpici invernali a Pyeongchang 2018, dove non ha completato né lo slalom gigante né lo slalom speciale. Non ha preso parte a rassegne iridate.

## Palmarès

### Campionati cechi
- 8 medaglie:
  - 1 oro (slalom gigante nel 2018)
  - 2 argenti (slalom gigante nel 2015; slalom speciale nel 2018)
  - 5 bronzi (slalom gigante nel 2013; slalom speciale nel 2015; slalom gigante nel 2017; slalom speciale nel 2019; slalom gigante nel 2022)